# Proteroctopus ribeti
Proteroctopus ribeti — викопний вид восьминогів. Цей примітивний восьминіг мешкав у юрському періоді, 164 млн років тому. Скам'янілі рештки виду знайдені у муніципалітеті Ла-Вульт-сюр-Рон у Франції. Морфологія восьминога передбачає некто-епіпелагічний спосіб життя. Proteroctopus мав відносно тонкі та короткі руки у порівнянні з розміром мантії. Невеликий розмір рук припускає, що Proteroctopus був, ймовірно, пелагічним організмом, який плавав у відкритій воді, оскільки його руки не були достатньо розвинені, щоб переміщатись уздовж океанського дна.
Морфологія P. ribeti свідчить про епіпелагіальний спосіб життя, у верхньому шарі водної товщі, згідно з дослідженнями французьких палеонтологів Жан-Клода Фішера та Бернарда Ріу.